# Roger Penrose
Huân tước Roger Penrose OM, FRS (sinh 8 tháng 8 năm 1931), là một nhà vật lý toán, toán học thường thức và triết học người Anh. Ông hiện là Giáo sư Rouse Ball Toán học danh dự tại Viện Toán học của Đại học Oxford, thành viên danh dự của Đại học Wadham, Oxford; là thành viên danh dự của Đại học St John's, Đại học Cambridge và Đại học London (UCL). Ông là thành viên của Hội Hoàng gia Luân Đôn.
Penrose nổi tiếng trên thế giới với các công trình nghiên cứu về vật lý toán, đặc biệt là những đóng góp của ông đối với thuyết tương đối tổng quát và vũ trụ học. Ông nhận nhiều giải thưởng lớn, bao gồm Giải Wolf năm 1988 cùng với Stephen Hawking. Năm 2020, Roger Penrose được trao giải Nobel Vật lý 2020 cho chứng minh sự hình thành của lỗ đen là một hệ quả tất yếu của thuyết tương đối tổng quát và Andrea M. Ghez cùng với nhà vật lý thiên văn Reinhard Genzel được trao giải Nobel Vật lý cho khám phá ra lỗ đen siêu khối lượng ở trung tâm Ngân Hà.